# Скептик. Рациональный взгляд на мир
Скептик. Рациональный взгляд на мир (англ. Skeptic: Viewing the World with a Rational Eye) — научно-популярная книга Майкла Шермера, изданная в 2016 году на английском языке в издательстве Henry Holt and Company, посвящена вопросам развинчивания лженауки. На русский язык была переведена и издана в 2017 году.

## Содержание
Книга американского историка и популяризатора науки, основателя Общества скептиков Майкла Шермера, представляет собой сборник из 75 отдельных эссе, первоначально появившееся в ежемесячной колонке Шермера для журнала Scientific American.
В своих эссе автор развенчал Атлантиду, Библейский код, снежного человека и экстрасенсорные способности, а также несколько практик "альтернативной медицины" и прочие псевдонаучные утверждения популярные среди людей. Полемика против псевдонауки появляется наряду с объяснениями и размышлениями о науке, как таковой. Эти размышления выражают уверенность рационального ума в разумной вселенной.
Автор отмечает
|         | "Цена, которую приходится платить за свободу, помимо вечной бдительности, - это вечное терпение по отношению к бессодержательной болтовне, время от времени высказываемой под прикрытием свободы слова. ... В свободном обществе скептики являются сторожевыми псами иррационализма - защитниками потребителей плохих идей. Однако развенчание - это не просто избавление от нелепостей; его польза заключается в том, что оно предлагает жизнеспособную альтернативу, а также урок того, как ошибается мышление". |  | {{{2}}} |  |
| {{{3}}} | |  |         |  |

В своей книге Шермер отмечает математика и видного научного скептика Мартина Гарднера как образец для подражания. Он также с одобрением цитирует высказывание писателя-фантаста и популяризатора науки Айзека Азимова: "Когда люди думали, что Земля плоская, они ошибались. Когда люди думали, что Земля шарообразная, они ошибались. Но если вы думаете, что считать Землю шарообразной так же неправильно, как и считать Землю плоской, то ваша точка зрения ошибочнее, чем обе вместе взятые". (Шермер называет это аксиомой Азимова.)
Согласно мнению автора, незаменимая и определяющая эпоху сила научных исследований составляет основу мировоззрения великих мыслителей и ее необходимо защищать от рецидивов магического мышления, насколько это возможно. С его точки зрения средства массовой информации в целом не склонны глубоко освещать настоящую науку, в то время как различные популярные телешоу наносят своим псевдонаучным, поверхностным подходом науке только вред.
Вместе с тем он  отмечает, что в сложившейся ситуации не совсем виноваты руководители и продюсеры таких псевдореалистичных телепередач, как программа о "спорах" по поводу того, были ли высадки Аполлонов на Луну фальшивыми. Ведь часть проблемы, как жалуется Шермер, заключается в том, что работа по объяснению научных знаний неспециализированной публике обычно игнорируется и даже презирается самими учеными. Карл Саган и Стивен Джей Гулд были заметными исключениями, при том что эта деятельность наносила ущерб их профессиональной репутации.
Обоих этих ученых автор называет вдохновителями книги, и ряд эссе продолжает их работу по популяризации природы и результатов научного поиска. Более трети материалов книги посвящено разоблачению и борьбе с различными видами шарлатанства, сумасбродства, заблуждений и откровенного мошенничества - по сути, это ряд обновлений и дополнений к книге Гарднера "Причуды и заблуждения во имя науки".
Особо следует отметить эссе, в которых автор сталкивается с факторами, заставляющими людей верить в странные вещи. Что может расстроить заклятых скептиков, так это тенденция к созданию чистой дихотомии между разумными, строгими, научными, умными людьми (которые не поддаются иррациональным верованиям) и суеверными, неряшливыми (которые поддаются).
Человеческая способность к самообману безгранична, а эффект веры непреодолим, в конце книги резюмирует автор.